# 안드로게오스
안드로게우스(Ἀνδρόγεως)는 그리스 신화에서 등장하는 크레타의 왕자이다.